# Promajna

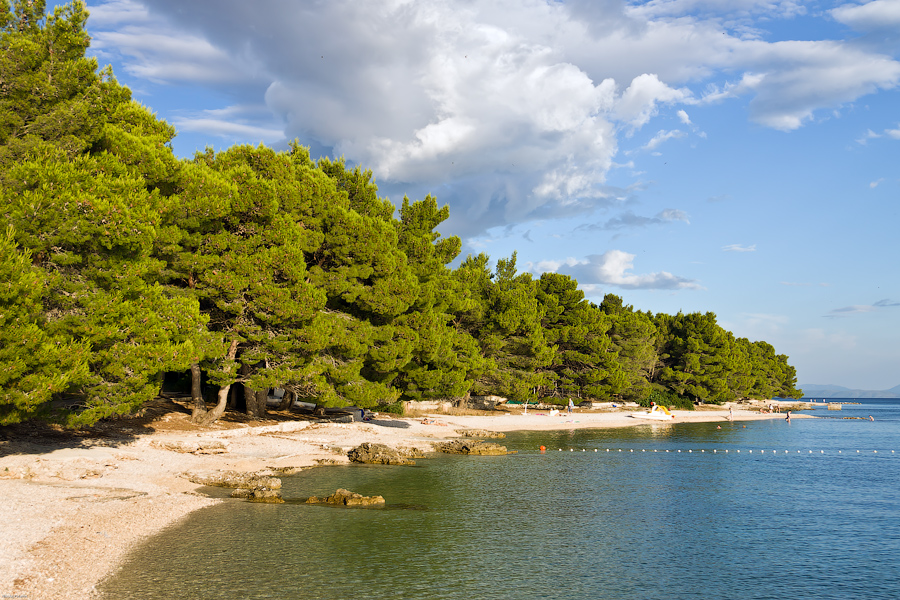
Nära Promajna.

Promajna är en turistort vid dalmatiska kusten i Kroatien. Staden omnämns första gången 1674, men det finns arkeologiska lämningar från 200-talet f.Kr., dock har man inte funnit några lämningar efter någon bosättning.
Promajna ligger 6 kilometer nordväst om Makarska och 4 km söder om Baška Voda. Invånarna försörjer sig främst på fiske och turism. 